# Gare de Valenciennes
Gare de Valenciennes vasútállomás Franciaországban, Valenciennes településen.

## Vasútvonalak
Az állomást az alábbi vasútvonalak érintik:
- Fives-Hirson-vasútvonal
- Douai-Blanc-Misseron-vasútvonal
- Lourches-Valenciennes-vasútvonal

## Kapcsolódó állomások
A vasútállomáshoz az alábbi állomások vannak a legközelebb:
- Gare de Saint-Amand-les-Eaux
- Gare de Beuvrages
- Gare de Trith-Saint-Léger
- Gare du Poirier-Université
- Gare de Douai